# وادي نفيس
وادي نفيس (بالفرنسية : Oued N'Fiss) هو نهر مغربي يقع في جهة مراكش أسفي، الذي ينحدر من الأطلس الكبير ويتدفق إلى تانسيفت، في السد الأيسر، بعد حوالي 30 كيلومترا إلى مراكش من الغرب.

## النهر
يقع مصدر هذا الوادي في الجناح الشرقي لممر جبال تيشكا (أو توشكى) ويتدفق أولاً في الشرق. في الجزء السفلي من تيزي نتاست، ويتحول إلى الشمال الشرقي. عبر الطريق رقم 203 ص التي تؤدي في اتجاه مراكش والتي يسير الوادي بمحاذاتها، عبر بلدة جوندافا؛ وقصبة جوندافا التي تغيره من مساره فينتقل لمنبع إيجوكاك. بعدها ويركان ويصب في السد، بينما يستمر 203 ص في اتجاه الشمال الشرقي، وواد نفيس يتجه شمالا من خلال المضائق ويغذي حجب سد لالة تكاركوست. خارج السد يؤدي إلى سهل الحوز مائلا قليلاً، ثم يزيد من الوضوح، إلى الشمال الغربي. بعد أن عبر الطريق إلى مراكش وإلى أكادير ومدينة الصويرة (N8)، ثم الطريق السريع A7، وينضم لتانسيفت.

## الروافد
واد نفيس يستقبل عددا من الروافد، والتيارات لعدم انتظام تدفقه أسفل سفوح الأطلس الكبير. فيما بينها، أهمها، على الضفة اليمنى، وادي أجونديس، الذي يرتفع على المنحدرات الجنوبية لجبل توبقال وينضم إلى واد نفيس في إيجوكاك، وعلى الضفة اليسرى، وادي أمزميز، الذي سمي كذلك نسبة لأمزميز والذي تستسقي منه القرية، اوهو يصب في ضبط النفس لسد لالة تاكركوست.

## السدود
هناك اثنين من السدود الرئيسية التي تقع على مسار واد نفيس، واحد يقع قرب ويركان، والآخر، أكثر المتلقين للماء، وهو سد لالة تاكاركوست، الذي حل محل المعدات القديمة، المعروف في وقت الحماية تحت اسم كافاجناك السد.

## بيلوغرافيا
◾مصطفى عيشان، مستجمع المياه من منبع واد نفيس (الأطلس الكبير)، سد المغرب لالة تاكركوست: دراسة التدفق وظروفها الجغرافية في نقطة تحول البحر المتوسط الجبلية، والميكروفيش 4، ليل، أنرت، 1987 (أطروحة الدورة 3، والجغرافيا والتنمية، تولوز، 2، 1986)

## وصلات خارجية
- Agence du Bassin hydraulique du Tensift - Sous-bassin du N'Fis.